# Volejbalový klub České Budějovice
Il Volejbalový klub České Budějovice è una società pallavolistica maschile ceca con sede a České Budějovice: milita nel campionato di Extraliga.

## Rosa 2024-2025
| N° | Nome                | Ruolo | Data di nascita   | Nazionalità sportiva |
| -- | ------------------- | ----- | ----------------- | -------------------- |
| 4  | Matěj Emmer         | P     | 6 giugno 2000     | Rep. Ceca            |
| 5  | Tomáš Brichta       | O     | 10 gennaio 2006   | Rep. Ceca            |
| 7  | Petr Michálek       | L     | 19 agosto 1989    | Rep. Ceca            |
| 8  | Robson Wan Der Maas | S     | 14 ottobre 1995   | Brasile              |
| 9  | Alejandro González  | O     | 12 marzo 2003     | Cuba                 |
| 11 | Sina Nikpoor        | S     | 30 settembre 2002 | Iran                 |
| 18 | Luboš Bartůněk      | P     | 24 maggio 1990    | Rep. Ceca            |
| 19 | Michael Kovařík     | L     | 19 novembre 1996  | Rep. Ceca            |
| 20 | Aleksandar Okolić   | C     | 26 giugno 1993    | Serbia               |
| 21 | Josef Leština       | S     | 6 settembre 2004  | Rep. Ceca            |
| 22 | Oliver Sedláček     | C     | 27 aprile 1998    | Rep. Ceca            |
| 23 | Vojtěch Pitner      | S     | 19 gennaio 2005   | Rep. Ceca            |
| 91 | Sam Taylor Parks    | C     | 11 marzo 1997     | Canada               |

## Palmarès
- Campionato ceco: 11

1999-00, 2001-02, 2006-07, 2007-08, 2008-09, 2010-11, 2011-12, 2013-14, 2016-17, 2018-19,
2023-24
- Coppa della Repubblica Ceca: 8

1998-99, 1999-00, 2001-02, 2002-03, 2010-11, 2018-19, 2019-20, 2021-22